# Associação Nacional do Sufrágio Feminino Americano
A Associação Nacional do Sufrágio Feminino Americano (National American Woman Suffrage Association - NAWSA) foi uma organização formada em 18 de fevereiro de 1890 para defender o sufrágio feminino nos Estados Unidos. Ela foi criada pela fusão de duas organizações existentes, a Associação Nacional pelo Sufrágio Feminino (National Woman Suffrage Association - NWSA) e a Associação Americana pelo Sufrágio Feminino (American Woman Suffrage Association - AWSA). Seus membros, que eram cerca de sete mil na época em que foi formada, acabaram aumentando para dois milhões, o que a tornou a maior organização voluntária do país. Ela desempenhou um papel fundamental na aprovação da Décima Nona Emenda à Constituição dos Estados Unidos, que em 1920 garantiu o direito de voto às mulheres.
Susan B. Anthony, destaque do movimento sufragista, era a figura dominante na recém-formada NAWSA. Carrie Chapman Catt, que se tornou presidente depois que Anthony se aposentou em 1900, implementou uma estratégia de recrutamento de membros ricos do movimento de clubes femininos em rápido crescimento, cujo tempo, dinheiro e experiência poderiam ajudar a construir o movimento sufragista. O mandato de Anna Howard Shaw, que começou em 1904, registrou um forte crescimento no número de membros da organização e na aprovação pública.
Depois que o Senado rejeitou de forma decisiva a proposta de emenda do sufrágio feminino à Constituição dos EUA em 1887, o movimento sufragista concentrou seus esforços em campanhas estaduais. Em 1910, Alice Paul entrou para a NAWSA e desempenhou um papel importante no reavivamento do interesse pela emenda nacional. Após conflitos constantes com a liderança da NAWSA sobre táticas, Paul criou uma organização rival, o Partido Nacional da Mulher (National Woman's Party - NWP).
Quando Catt voltou a ser presidente em 1915, a NAWSA adotou seu plano de centralizar a organização e trabalhar para que a emenda do sufrágio fosse sua meta principal. Isso foi feito apesar da oposição dos membros do sul, que acreditavam que uma emenda federal prejudicaria os direitos dos estados. Com seu grande número de membros e o crescente número de eleitoras nos estados onde o sufrágio já havia sido alcançado, a NAWSA começou a operar mais como um grupo de pressão política do que como um grupo educacional e ganhou mais simpatia pela causa do sufrágio ao cooperar ativamente com o esforço de guerra durante a Primeira Guerra Mundial. Em 14 de fevereiro de 1920, vários meses antes da ratificação da Décima Nona Emenda, a NAWSA se transformou na Liga das Mulheres Eleitoras (League of Women Voters - LWV), que ainda está ativa.

## Histórico

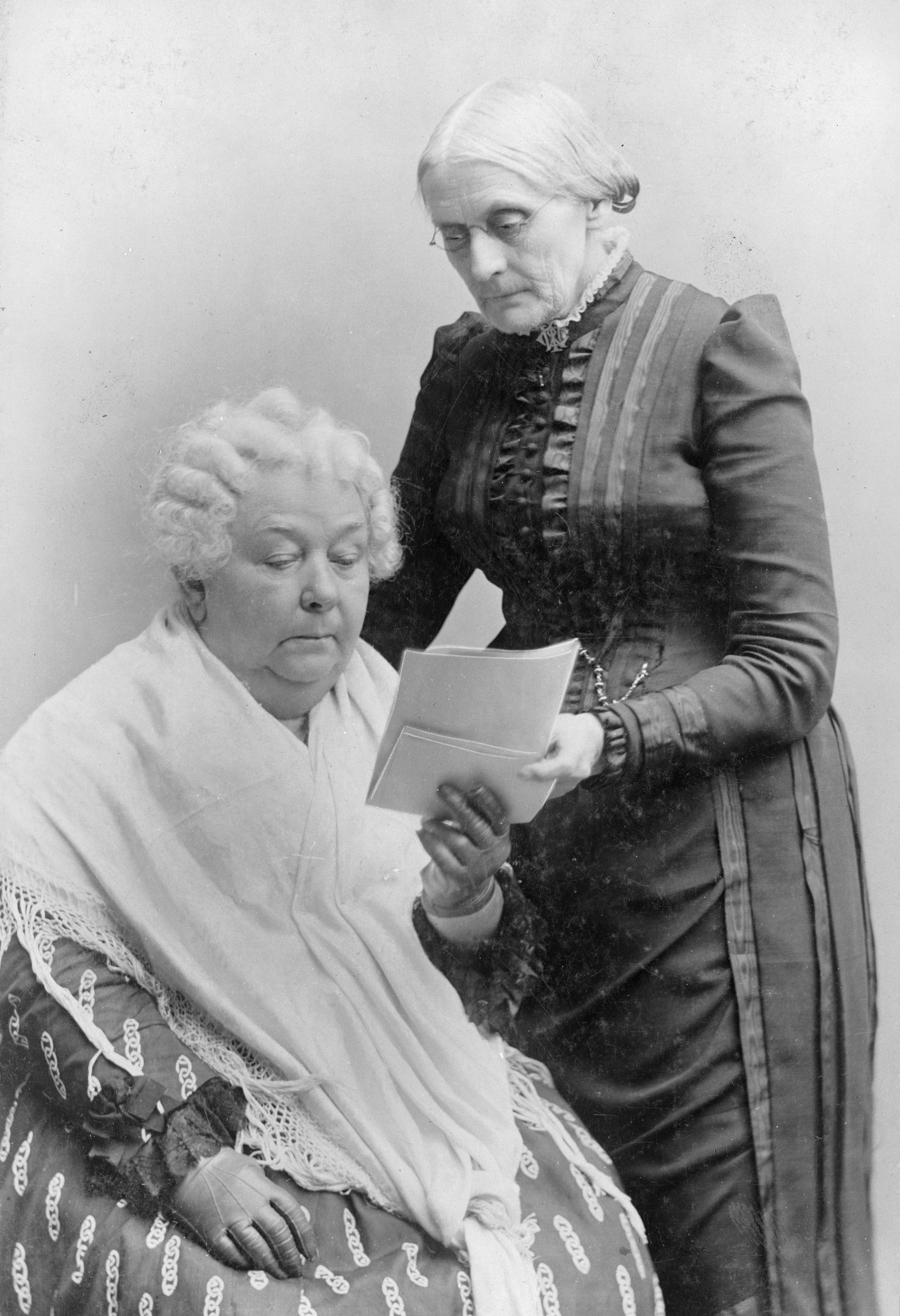
Elizabeth Cady Stanton (sentada) com Susan B. Anthony no final do século 19.

A demanda pelo sufrágio feminino nos Estados Unidos era controversa até mesmo entre os ativistas dos direitos das mulheres nos primeiros dias do movimento. Em 1848, uma resolução a favor do direito de voto das mulheres foi aprovada após debate na Convenção de Seneca Falls, a primeira convenção de direitos das mulheres. Na época das Convenções Nacionais dos Direitos da Mulher, na década de 1850, a situação havia mudado e o sufrágio feminino havia se tornado o objetivo principal do movimento. Três líderes do movimento feminino durante esse período, Lucy Stone, Elizabeth Cady Stanton e Susan B. Anthony, desempenharam papéis de destaque na criação da NAWSA muitos anos depois.
Em 1866, logo após a Guerra Civil Americana, a Décima Primeira Convenção Nacional dos Direitos da Mulher se transformou na Associação Americana de Direitos Iguais (American Equal Rights Association - AERA), que trabalhou pela igualdade de direitos para afro-americanos e mulheres brancas, especialmente o sufrágio. A AERA entrou em colapso em 1869, em parte devido à discordância sobre a proposta da Décima Quinta Emenda à Constituição dos Estados Unidos, que concederia o direito de voto aos homens afro-americanos. As líderes do movimento feminino ficaram desanimadas com o fato de que a medida não concederia também o direito de voto às mulheres. Stanton e Anthony se opuseram à sua ratificação, a menos que fosse acompanhada de outra emenda que concedesse direitos às mulheres. Stone apoiou a emenda e acreditava que sua ratificação estimularia os políticos a apoiar uma medida semelhante para as mulheres. Ela disse que, embora o direito ao voto fosse mais importante para as mulheres do que para os homens negros, “ficarei grata de coração se alguém conseguir sair desse buraco terrível”.
Em maio de 1869, dois dias após os debates acirrados no que acabou sendo a última reunião anual da AERA, Anthony, Stanton e seus aliados formaram a Associação Nacional pelo Sufrágio Feminino (NWSA). Em novembro de 1869, a Associação Americana pelo Sufrágio da Mulher (AWSA) foi formada por Lucy Stone, seu marido Henry Blackwell [en], Julia Ward Howe e seus aliados, muitos dos quais haviam ajudado a criar a Associação pelo Sufrágio da Mulher da Nova Inglaterra um ano antes, como parte da divisão em desenvolvimento. A rivalidade entre as duas organizações criou uma atmosfera partidária que perdurou por décadas.
Mesmo depois que a Décima Quinta Emenda foi ratificada em 1870, as diferenças entre as duas organizações permaneceram. A AWSA trabalhou quase que exclusivamente pelo sufrágio feminino, enquanto a NWSA trabalhou inicialmente em uma gama de questões, incluindo a reforma do divórcio e a igualdade de remuneração para as mulheres [en]. A AWSA incluía homens e mulheres em sua liderança, enquanto a NWSA era liderada por mulheres. A AWSA trabalhou pelo sufrágio principalmente em nível estadual, enquanto a NWSA trabalhou mais em nível nacional. A AWSA cultivava uma imagem de respeitabilidade, enquanto a NWSA às vezes usava táticas de confronto. Anthony, por exemplo, interrompeu as cerimônias oficiais do 100º aniversário da Declaração de Independência para apresentar a Declaração de Direitos das Mulheres da NWSA. Anthony foi presa em 1872 por votar, o que ainda era ilegal para as mulheres, e foi considerada culpada em um julgamento altamente divulgado.
O progresso em direção ao sufrágio feminino foi lento no período após a divisão, mas o avanço em outras áreas fortaleceu as bases do movimento. Em 1890, dezenas de milhares de mulheres estavam frequentando faculdades e universidades, em comparação à algumas décadas antes. Houve um declínio no apoio público à ideia da “esfera da mulher”, a crença de que o lugar da mulher era no lar e que ela não deveria se envolver na política. As leis que permitiam que os maridos controlassem as atividades de suas esposas foram significativamente revisadas. Houve um crescimento drástico das organizações femininas de reforma social, como a União Cristã de Temperança da Mulher [en] (Woman's Christian Temperance Union - WCTU), a maior associação de mulheres do país. Em um grande impulso para o movimento sufragista, a WCTU endossou o sufrágio feminino no final da década de 1870, com o argumento de que as mulheres precisavam do voto para proteger suas famílias do álcool e de outros vícios.
Anthony começou a enfatizar cada vez mais o sufrágio em detrimento de outras questões relacionadas aos direitos das mulheres. Seu objetivo era unir o crescente número de organizações femininas na demanda pelo sufrágio, mesmo que não apoiassem outras questões relacionadas aos direitos das mulheres. Ela e a NWSA também começaram a dar menos ênfase às ações de confronto e mais à respeitabilidade. A NWSA não era mais vista como uma organização que desafiava os arranjos familiares tradicionais ao apoiar, por exemplo, o que seus oponentes chamavam de “divórcio fácil”. Tudo isso fez com que ela se alinhasse mais com a AWSA. Em 1887, a rejeição pelo Senado da proposta de emenda do sufrágio feminino à Constituição dos EUA também aproximou as duas organizações. A NWSA havia trabalhado durante anos para convencer o Congresso a levar a proposta de emenda à votação. Depois que ela foi votada e decisivamente rejeitada, a NWSA começou a investir menos energia em campanhas em nível federal e mais em nível estadual, como a AWSA já estava fazendo.
Stanton continuou a promover todos os aspectos dos direitos das mulheres. Ela defendia uma coalizão de grupos radicais de reforma social, incluindo populistas e socialistas, que apoiariam o sufrágio feminino como parte de uma lista conjunta de exigências. Em uma carta a uma amiga, Stanton disse que a NWSA “vem se tornando política e conservadora há algum tempo. Lucy [Stone] e Susan [Anthony] veem apenas o sufrágio. Elas não veem a escravidão religiosa e social da mulher, tampouco as moças de qualquer uma das associações, portanto, é melhor que se unam”. Stanton, entretanto, havia se afastado em grande parte das atividades cotidianas do movimento sufragista. Ela passou a maior parte do tempo com a filha na Inglaterra durante esse período. Apesar de suas abordagens diferentes, Stanton e Anthony continuaram amigos e colegas de trabalho, dando continuidade a uma colaboração que havia começado no início da década de 1850.
Stone dedicou a maior parte de sua vida após a separação ao Woman's Journal, um periódico semanal que ela lançou em 1870 para servir como porta-voz da AWSA. Na década de 1880, o Woman's Journal havia ampliado sua cobertura e era visto por muitos como o jornal de todo o movimento.
O movimento pelo sufrágio estava atraindo membros mais jovens que estavam impacientes com a contínua divisão, vendo o obstáculo mais como uma questão de personalidades do que de princípios. Alice Stone Blackwell, filha de Lucy Stone, disse: “Quando comecei a trabalhar em prol de um sindicato, as mais velhas não estavam entusiasmadas com isso, em nenhum dos lados, mas as mulheres mais jovens de ambos os lados estavam. Nada realmente atrapalhou, exceto os sentimentos desagradáveis gerados durante a longa separação”.

## Fusão de organizações rivais
Várias tentativas foram feitas para unir os dois lados, mas sem sucesso. A situação mudou em 1887, quando Stone, que estava chegando ao seu 70º aniversário e com a saúde debilitada, começou a buscar maneiras de superar a divisão. Em uma carta para a sufragista Antoinette Brown Blackwell, ela sugeriu a criação de uma organização guarda-chuva da qual a AWSA e a NWSA se tornariam auxiliares, mas essa ideia não ganhou adeptos. Em novembro de 1887, a reunião anual da AWSA aprovou uma resolução autorizando Stone a conversar com Anthony sobre a possibilidade de uma fusão. A resolução dizia que as diferenças entre as duas associações tinham sido “amplamente eliminadas pela adoção de princípios e métodos comuns”. Stone encaminhou a resolução a Anthony juntamente com um convite para se reunir com ela.
Anthony e Rachel Foster [en], uma jovem líder da NWSA, viajaram para Boston em dezembro de 1887 para se encontrar com Stone. Acompanhando Stone nessa reunião, estava sua filha Alice Stone Blackwell, que também era diretora da AWSA. Stanton, que estava na Inglaterra na época, não compareceu. A reunião explorou vários aspectos de uma possível fusão, inclusive o nome da nova organização e sua estrutura. Stone teve dúvidas logo depois, dizendo a uma amiga que gostaria que elas nunca tivessem se oferecido para se unir, mas o processo de fusão continuou lentamente.
Um primeiro sinal público de melhoria nas relações entre as duas organizações ocorreu três meses depois, no congresso de fundação do Conselho Internacional de Mulheres (International Council of Women - iCW), que a NWSA organizou e sediou em Washington, em conjunto com o quadragésimo aniversário da Convenção de Seneca Falls. O congresso recebeu publicidade favorável, e suas delegadas, provenientes de 53 organizações de mulheres de nove países, foram convidadas para uma recepção na Casa Branca. Representantes da AWSA foram convidadas a se sentar na plataforma durante as reuniões, juntamente com representantes da NWSA, sinalizando uma nova atmosfera de cooperação.
A proposta de fusão não gerou controvérsias significativas dentro da AWSA. A convocação para sua reunião anual em 1887, que autorizou Stone a explorar a possibilidade de fusão, nem sequer mencionava que essa questão estaria na pauta. Essa proposta foi tratada de forma rotineira durante a reunião e foi aprovada por unanimidade, sem debate.
A situação era diferente dentro da NWSA, onde havia forte oposição de Matilda Joslyn Gage, Olympia Brown [en] e outras. Ida Husted Harper, colega de trabalho e biógrafa de Anthony, disse que as reuniões da NWSA que trataram dessa questão “foram as mais tempestuosas da história da associação”. Acusando Anthony de ter usado táticas dissimuladas para frustrar a oposição à fusão, Gage formou uma organização concorrente em 1890, chamada União Nacional Liberal da Mulher (Woman's National Liberal Union), mas ela não conquistou um número significativo de seguidores.
Os comitês da AWSA e da NWSA que negociaram os termos da fusão assinaram uma base para o acordo em janeiro de 1889. Em fevereiro, Stone, Stanton, Anthony e outros líderes de ambas as organizações publicaram uma “Carta aberta às mulheres da América”, declarando sua intenção de trabalhar em conjunto. Quando Anthony e Stone discutiram pela primeira vez a possibilidade de fusão em 1887, Stone propôs que ela, Stanton e Anthony deveriam recusar a presidência da organização unida. Inicialmente, Anthony concordou, mas outros membros da NWSA se opuseram fortemente. A base para o acordo não incluía essa estipulação.
Inicialmente, a AWSA era a maior das duas organizações, mas sua força havia diminuído na década de 1880. A NWSA era vista como a principal representante do movimento sufragista, em parte devido à capacidade de Anthony de encontrar formas dramáticas de chamar a atenção da nação para o sufrágio. Anthony e Stanton também haviam publicado sua History of Woman Suffrage [en], que os colocou no centro da história do movimento e marginalizou o papel de Stone e da AWSA. A visibilidade pública de Stone havia diminuído significativamente, contrastando fortemente com a atenção que ela havia atraído em sua juventude como palestrante no circuito nacional de palestras.
Anthony era cada vez mais reconhecida como uma pessoa de importância política. Em 1890, membros proeminentes da Câmara e do Senado estavam entre as duzentas pessoas que compareceram à comemoração de seu septuagésimo aniversário, um evento nacional realizado em Washington três dias antes da convenção que uniu as duas organizações sufragistas. Anthony e Stanton reafirmaram sua amizade nesse evento, frustrando os oponentes da fusão que esperavam colocá-las uma contra a outra.

## Convenção de fundação
A Associação Nacional pelo Sufrágio da Mulher Americana (NAWSA) foi criada em 18 de fevereiro de 1890, em Washington, por uma convenção que uniu a NWSA e a AWSA. A questão de quem lideraria a nova organização foi deixada para os delegados da convenção. Stone, da AWSA, estava muito doente para participar dessa convenção e não era candidata. Anthony e Stanton, ambas da NWSA, tinham apoiadores.
Os comitês executivos da AWSA e da NWSA se reuniram separadamente antes da convenção para discutir suas escolhas para presidente da organização unida. Na reunião da AWSA, Henry Blackwell, marido de Stone, disse que a NWSA havia concordado em evitar misturar questões secundárias (a abordagem associada a Stanton) e se concentrar exclusivamente no sufrágio (a abordagem da AWSA e, cada vez mais, de Anthony). O comitê executivo recomendou que os delegados da AWSA votassem em Anthony. Na reunião da NWSA, Anthony pediu veementemente que seus membros não votassem nela, mas em Stanton, dizendo que a derrota de Stanton seria vista como um repúdio ao seu papel no movimento.
As eleições foram realizadas na abertura da convenção. Stanton recebeu 131 votos para presidente, Anthony recebeu 90 e 2 votos foram dados a outras candidatas. Anthony foi eleita vice-presidente geral com 213 votos, com 9 votos para outros candidatas. Stone foi eleita por unanimidade presidente do comitê executivo.
Como presidente, Stanton fez o discurso de abertura da convenção. Ela instou a nova organização a se preocupar com uma ampla gama de reformas, dizendo: “Quando qualquer princípio ou questão for discutido, vamos aproveitá-lo e mostrar sua conexão, seja ela próxima ou remota, com a privação de direitos da mulher”. Ela apresentou resoluções polêmicas, inclusive uma que pedia a inclusão das mulheres em todos os níveis de liderança nas organizações religiosas e outra que descrevia as leis liberais de divórcio como a “porta de saída da escravidão” da mulher casada. No entanto, seu discurso teve pouco impacto duradouro na organização, porque a maioria das sufragistas mais jovens não concordava com sua abordagem.

## Presidências de Stanton e Anthony

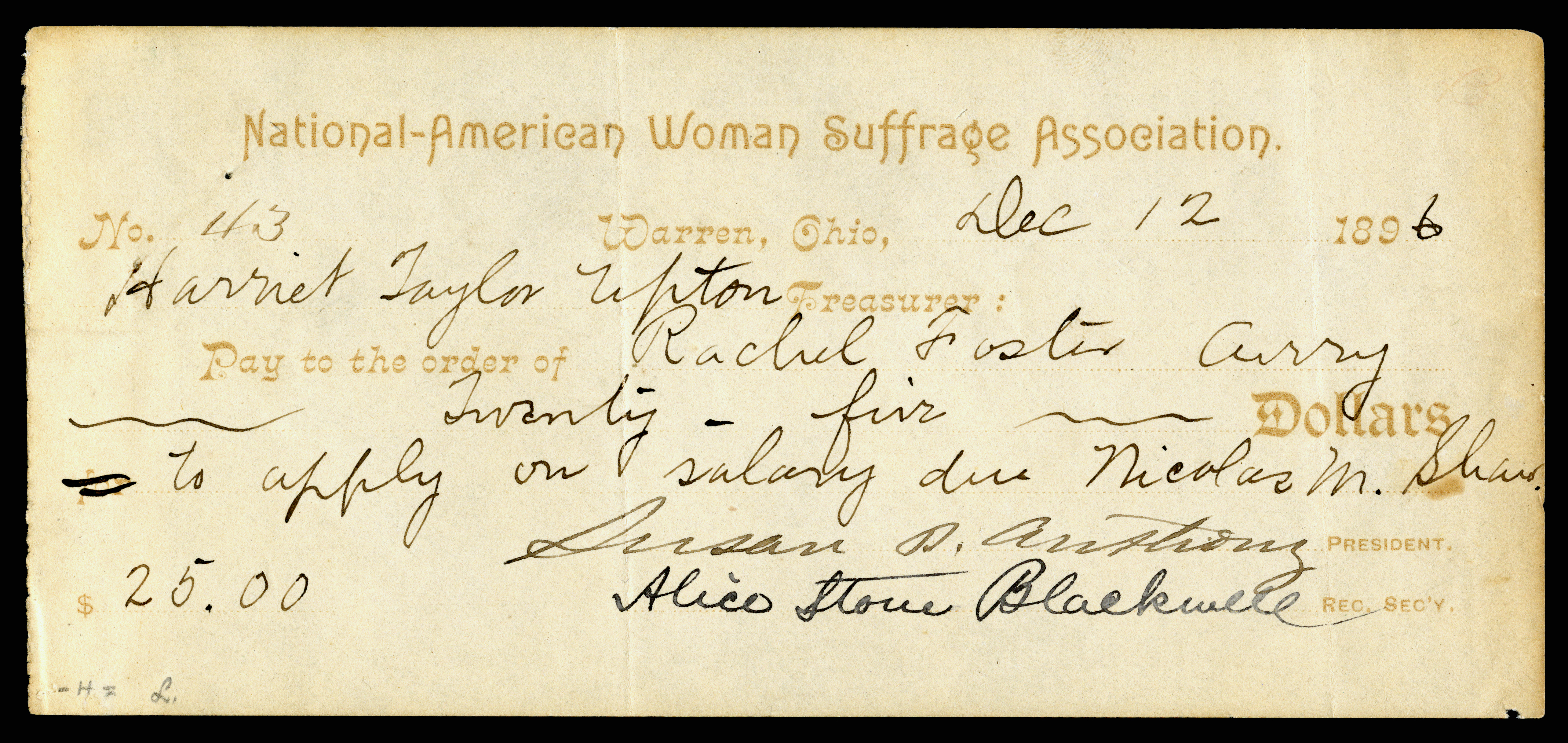
Susan B. Anthony e Alice Stone Blackwell assinaram o cheque da NAWSA, escrito pela tesoureira do grupo, en, a ser pago a Rachel Foster Avery.

A eleição de Stanton como presidente foi, em grande parte, simbólica. Antes do término da convenção, ela partiu para outra estadia prolongada com sua filha na Inglaterra, deixando Anthony no comando. Stanton se aposentou da presidência em 1892, quando Anthony foi eleita para o cargo que, na prática, ela vinha ocupando o tempo todo. Stone, que faleceu em 1893, não desempenhou um papel importante na NAWSA.
O vigor do movimento diminuiu nos anos imediatamente após a fusão. A nova organização era pequena, com apenas cerca de 7.000 membros pagantes em 1893. Ela também sofria de problemas organizacionais, não tendo uma ideia clara, por exemplo, de quantos clubes sufragistas locais existiam ou quem eram seus dirigentes.
Em 1893, as associadas da NAWSA May Wright Sewall, ex-presidente do comitê executivo da NWSA, e Rachel Foster Avery [en], secretária correspondente da NAWSA, desempenharam papéis importantes no Congresso Mundial de Mulheres Representantes [en] na Exposição Mundial da Colúmbia, também conhecida como Feira Mundial de Chicago. Sewall atuou como presidente e Avery como secretária do comitê organizador do congresso de mulheres.
Em 1893, a NAWSA votou, sem a objeção de Anthony, para alternar o local de suas convenções anuais entre Washington e outras partes do país. A NWSA de Anthony, antes da fusão, sempre realizava suas convenções em Washington para ajudar a manter o foco em uma emenda nacional sobre o sufrágio. Anthony disse que temia, com exatidão, que a NAWSA se envolvesse no trabalho de sufrágio em nível estadual em detrimento do trabalho nacional. A NAWSA não alocava nenhum financiamento para o trabalho no congresso, que nessa fase consistia apenas em um dia de testemunho perante o Congresso a cada ano.

### A Bíblia da Mulher
O radicalismo de Stanton não foi bem aceito pela nova organização. Em 1895, ela publicou A Bíblia da Mulher, um best-seller que atacava o uso da Bíblia para relegar as mulheres a um status inferior. Seus oponentes dentro da NAWSA reagiram com veemência. Eles achavam que o livro prejudicaria a campanha pelo sufrágio feminino. Rachel Foster Avery, a secretária correspondente da organização, denunciou duramente o livro de Stanton em seu relatório anual para a convenção de 1896. A NAWSA votou para rejeitar qualquer conexão com o livro, apesar da forte objeção de Anthony de que tal medida era desnecessária e prejudicial.
A reação negativa ao livro contribuiu para o declínio acentuado da influência de Stanton no movimento sufragista e para sua crescente alienação em relação a ele. No entanto, ela enviou cartas a cada convenção da NAWSA e Anthony insistiu que elas fossem lidas, mesmo quando seus tópicos eram controversos. Stanton faleceu em 1902.

### Estratégia sulista
Tradicionalmente, o Sul demonstrava pouco interesse no sufrágio feminino. Quando a proposta de emenda à Constituição sobre o sufrágio foi rejeitada pelo Senado em 1887, ela não recebeu nenhum voto dos senadores sulistas. Isso indicava um problema para o futuro, pois era quase impossível que qualquer emenda fosse ratificada pelo número necessário de estados sem pelo menos algum apoio do Sul.
Em 1867, Henry Blackwell propôs uma solução: convencer os líderes políticos do sul de que eles poderiam garantir a supremacia branca em sua região por meio da emancipação das mulheres instruídas, que seriam predominantemente brancas. Blackwell apresentou seu plano aos políticos do Mississippi, que o consideraram seriamente, o que atraiu o interesse de muitas sufragistas. A aliada de Blackwell nesse esforço foi Laura Clay [en], que convenceu a NAWSA a lançar uma campanha no Sul com base na estratégia de Blackwell. Clay foi um dos vários membros sulistas da NAWSA que se opuseram à proposta de emenda nacional do sufrágio feminino, alegando que ela interferiria nos direitos dos estados.
Susan B. Anthony e Carrie Chapman Catt viajaram pelo Sul a caminho da convenção da NAWSA em Atlanta. Anthony pediu a seu velho amigo Frederick Douglass, um ex-escravo, que não participasse da convenção da NAWSA em Atlanta, em 1895, a primeira a ser realizada em uma cidade do sul. Os membros negros da NAWSA foram excluídos da convenção de 1903, realizada na cidade sulista de Nova Orleans. A diretoria executiva da NAWSA emitiu uma declaração durante a convenção que dizia: “A doutrina dos direitos do Estado é reconhecida no órgão nacional, e cada associação estadual auxiliar organiza seus próprios assuntos de acordo com suas próprias ideias e em harmonia com os costumes de sua própria seção”. Quando a NAWSA voltou sua atenção para uma emenda constitucional, muitas sufragistas do sul continuaram a se opor porque uma emenda federal concederia o direito de voto às mulheres negras. Em resposta, em 1914, Kate Gordon [en] fundou a Conferência do Sufrágio Feminino dos Estados do Sul [en] (Southern States Woman Suffrage Conference), que se opôs à 19ª Emenda.

## Primeira presidência de Catt

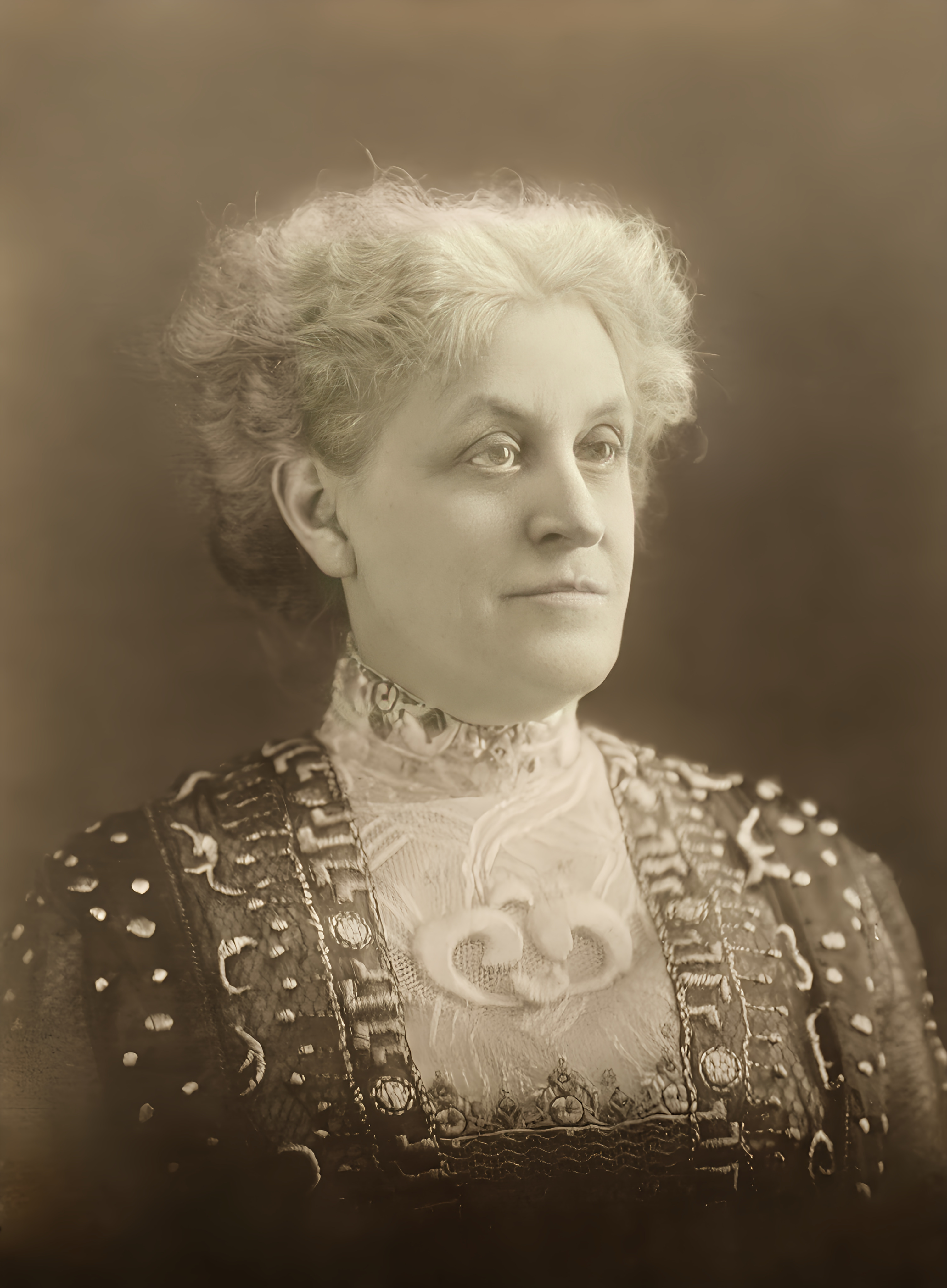
Carrie Chapman Catt.

Carrie Chapman Catt juntou-se ao movimento sufragista em Iowa em meados da década de 1880 e logo passou a fazer parte da liderança da associação sufragista estadual. Casada com um rico engenheiro que incentivava seu trabalho em prol do sufrágio, ela pôde dedicar grande parte de sua energia ao movimento. Ela liderou comitês menores da NAWSA, atuando como presidente do Comitê de Literatura em 1893 com a ajuda de Mary Hutcheson Page [en], outra membro ativa da NAWSA. Em 1895, foi encarregada do Comitê Organizacional da NAWSA, onde arrecadou dinheiro para colocar uma equipe de 14 organizadoras em campo. Em 1899, haviam sido criadas organizações sufragistas em todos os estados. Quando Anthony se aposentou como presidente da NAWSA em 1900, ela escolheu Catt para sucedê-la. Entretanto, Anthony continuou sendo uma figura influente na organização até sua morte em 1906.
Uma das primeiras ações de Catt como presidente foi implementar o “plano da sociedade”, uma campanha para recrutar sócias ricas do movimento de clubes de mulheres que crescia rapidamente, cujo tempo, dinheiro e experiência poderiam ajudar a construir o movimento sufragista. Composto principalmente por mulheres de classe média, os clubes geralmente se envolviam em projetos de melhoria cívica. Em geral, evitavam questões polêmicas, mas o sufrágio feminino encontrava cada vez mais aceitação entre seus membros. Em 1914, o sufrágio foi endossado pela Federação Geral de Clubes de Mulheres [en] (General Federation of Women's Clubs), o órgão nacional do movimento de clubes.

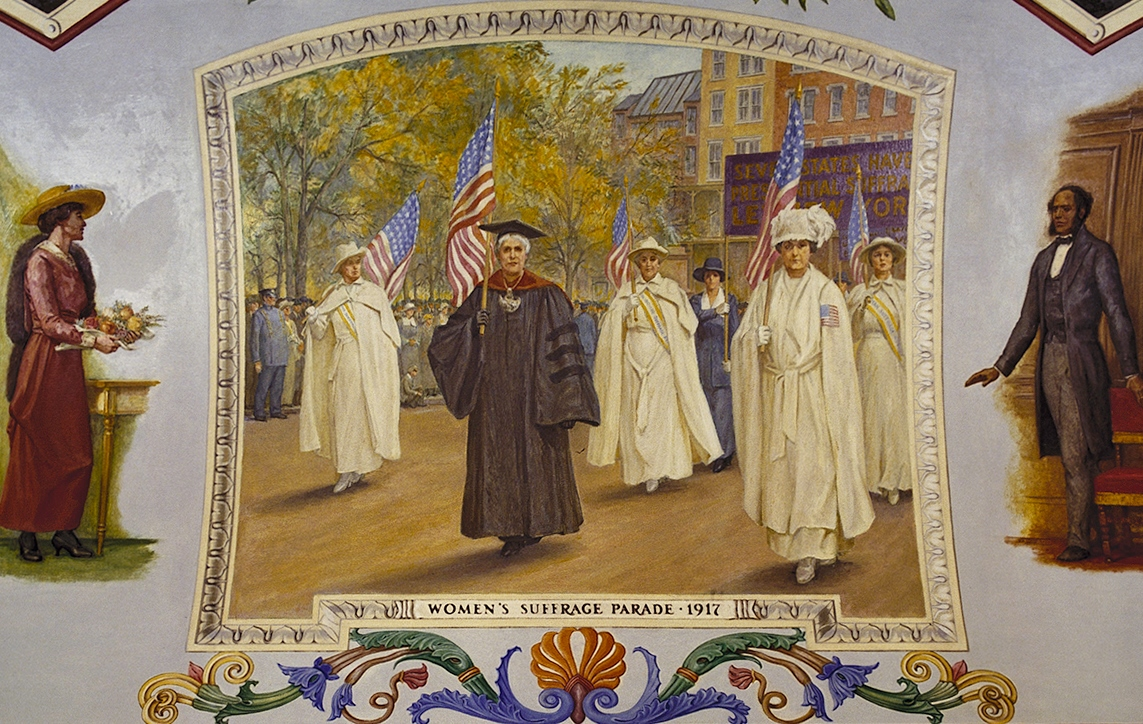
Mural no Capitólio dos EUA com as líderes da NAWSA Anna Howard Shaw e Carrie Chapman Catt em um protesto pelo sufrágio em 1917 feito por Allyn Cox.

Para tornar o movimento sufragista mais atraente para as mulheres de classe média e alta, a NAWSA começou a popularizar uma versão da história do movimento que minimizava o envolvimento anterior de muitas de suas associadas com questões polêmicas como igualdade racial, reforma do divórcio, direitos das mulheres trabalhadoras e críticas à religião organizada. O papel de Stanton no movimento foi obscurecido por esse processo, assim como os papéis das mulheres negras e trabalhadoras. Anthony, que em sua juventude era frequentemente tratada como uma fanática perigosa, ganhou uma imagem de avó e foi homenageada como uma “santa do sufrágio”.
A energia reformista da Era Progressiva fortaleceu o movimento sufragista durante esse período. Com início por volta de 1900, esse amplo movimento começou em nível de base com metas como o combate à corrupção no governo, a eliminação do trabalho infantil e a proteção de trabalhadores e consumidores. Muitos de seus participantes viam o sufrágio feminino como mais uma meta progressista e acreditavam que a inclusão de mulheres no eleitorado ajudaria o movimento a atingir suas outras metas.
Catt renunciou ao cargo após quatro anos, em parte devido ao declínio da saúde do marido e em parte para ajudar a organizar a Aliança Internacional pelo Sufrágio Feminino (International Woman Suffrage Alliance - IAW), criada em Berlim em 1904 em coordenação com a NAWSA e com Catt como presidente.

## Presidência de Shaw

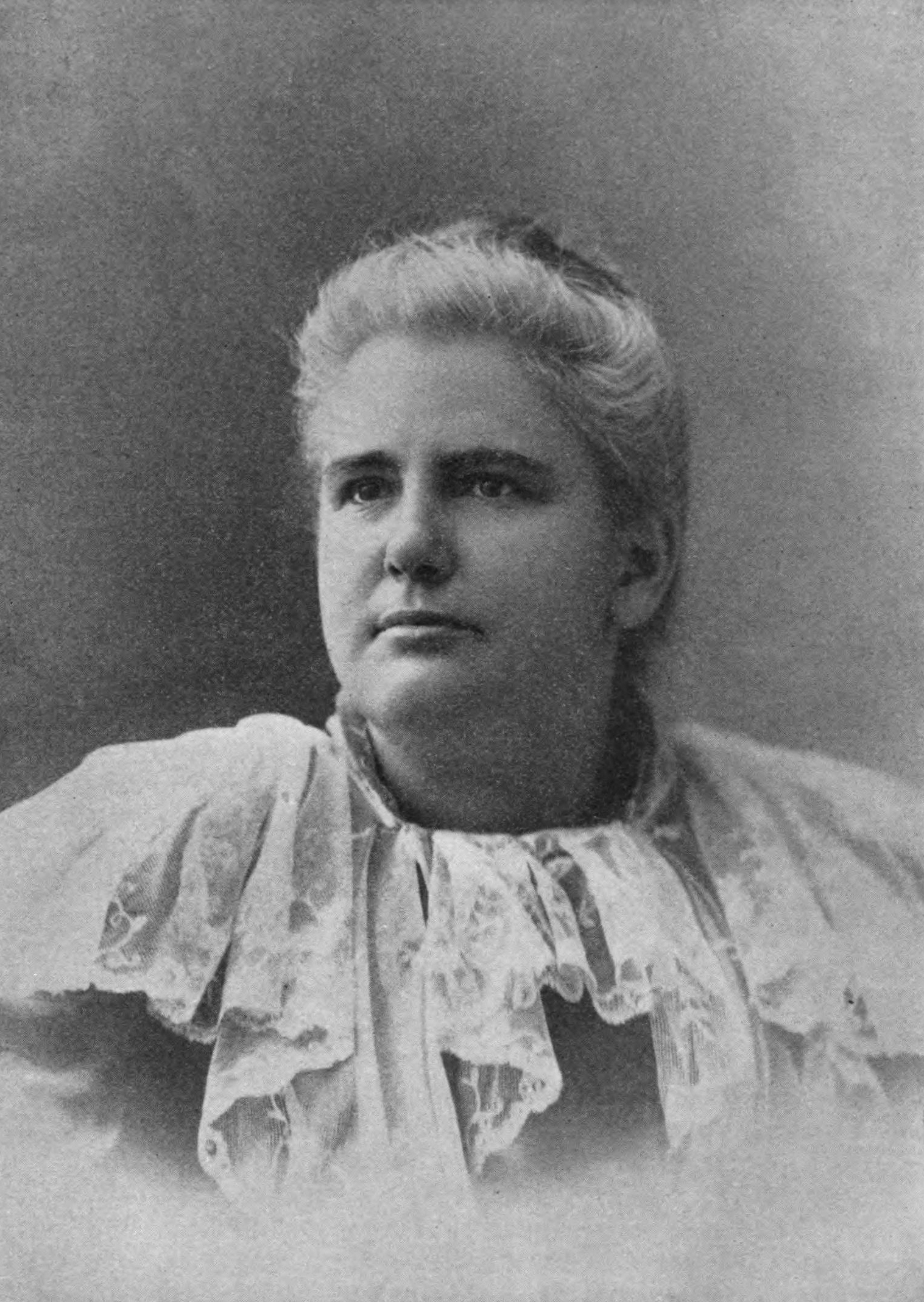
Anna Howard Shaw.

Em 1904, Anna Howard Shaw, outra protegida de Anthony, foi eleita presidente da NAWSA, ocupando esse cargo por mais anos do que qualquer outra pessoa. Shaw era uma trabalhadora enérgica e uma oradora talentosa. Suas habilidades administrativas e interpessoais não se equiparavam àquelas que Catt demonstraria durante seu segundo mandato, mas a organização obteve ganhos impressionantes sob a liderança de Shaw.
Em 1906, os membros sulistas da NAWSA formaram a Conferência do Sufrágio Feminino do Sul (Southern Woman Suffrage Conference) com o incentivo de Blackwell. Embora tivesse um programa francamente racista, ela solicitou o endosso da NAWSA. Shaw recusou, estabelecendo um limite de até onde a organização estava disposta a ir para acomodar sulistas com visões abertamente racistas. Shaw disse que a organização não adotaria políticas que "defendessem a exclusão de qualquer raça ou classe do direito ao sufrágio".
Em 1907, em parte como reação ao "plano de sociedade" da NAWSA, concebido para atrair as mulheres de classe alta, Harriet Stanton Blatch, filha de Elizabeth Cady Stanton, formou uma organização concorrente chamada Liga da Igualdade das Mulheres Autossuficientes (Equality League of Self-Supporting Women). Mais tarde conhecida como União Política Feminina (Women's Political Union), seus membros eram mulheres trabalhadoras, tanto profissionais quanto industriais. Blatch havia retornado recentemente aos Estados Unidos depois de vários anos na Inglaterra, onde havia trabalhado com grupos sufragistas nas fases iniciais do emprego de táticas militantes como parte de sua campanha. A Liga da Igualdade ganhou seguidores ao se envolver em atividades que muitos membros da NAWSA inicialmente consideravam ousadas demais, como desfiles de sufrágio e comícios ao ar livre. Blatch disse que, quando entrou para o movimento sufragista nos EUA, "o único método sugerido para promover a causa foi o lento processo de educação. Disseram-nos para organizar, organizar, organizar, com o objetivo de educar, educar, educar a opinião pública".
Em 1908, a Liga Nacional de Sufrágio Igualitário das Faculdades [en] (National College Equal Suffrage League) foi formada como uma afiliada da NAWSA. Ela teve sua origem na Liga do Sufrágio Igualitário da Faculdade (College Equal Suffrage League), formada em Boston em 1900, em uma época em que havia relativamente poucas estudantes universitárias na NAWSA. Ela foi fundada por Maud Wood Park [en], que mais tarde ajudou a criar grupos semelhantes em 30 estados. Mais tarde, Park se tornou uma importante líder da NAWSA.
Em 1908, Catt estava mais uma vez na vanguarda das atividades. Ela e suas colegas de trabalho desenvolveram um plano detalhado para unir as várias associações sufragistas da cidade de Nova York (e, posteriormente, de todo o estado) em uma organização inspirada em organizações políticas como Tammany Hall. Em 1909, elas fundaram o Partido do Sufrágio Feminino (Woman Suffrage Party - WSP) em uma convenção que contou com a presença de mais de mil delegados e suplentes. Em 1910, o WSP tinha 20.000 membros e uma sede com quatro cômodos. Shaw não se sentia totalmente à vontade com as iniciativas independentes do WSP, mas Catt e outras de suas líderes permaneceram leais à NAWSA, sua organização matriz.
Em 1909, Frances Squires Potter, membro da NAWSA de Chicago, propôs a criação de centros comunitários de sufrágio chamados "assentamentos políticos". Lembrando as casas de assentamentos sociais, como a Hull House em Chicago, seu objetivo era educar o público sobre o sufrágio e os detalhes práticos da atividade política em nível local. Os assentamentos políticos estabelecidos pelo WSP incluíam escolas de sufrágio que forneciam treinamento em oratória aos organizadores do sufrágio.
O sentimento do público em relação ao movimento sufragista melhorou drasticamente durante esse período. O trabalho em prol do sufrágio passou a ser visto como uma atividade respeitável para as mulheres de classe média. Em 1910, o número de membros da NAWSA havia aumentado para 117.000. Naquele ano, a NAWSA estabeleceu sua primeira sede permanente na cidade de Nova York, pois antes funcionava principalmente nas casas de suas diretoras. Maud Wood Park, que havia estado na Europa por dois anos, recebeu naquele ano uma carta de uma de suas colegas de trabalho na Liga do Sufrágio Igualitário da Faculdade, que descreveu a nova atmosfera dizendo: "o movimento que, quando entramos nele, tinha tanta energia quanto um gatinho moribundo, agora é uma coisa grande, viril e ameaçadora" e está "realmente na moda agora".
A mudança no sentimento público refletiu-se nos esforços para conquistar o sufrágio em nível estadual. Em 1896, apenas quatro estados, todos eles no Oeste, permitiam o voto feminino. De 1896 a 1910, houve seis campanhas estaduais pelo sufrágio, e todas fracassaram. A situação começou a mudar em 1910, quando o sufrágio foi conquistado no estado de Washington, seguido pela Califórnia em 1911, e Oregon, Kansas e Arizona em 1912.

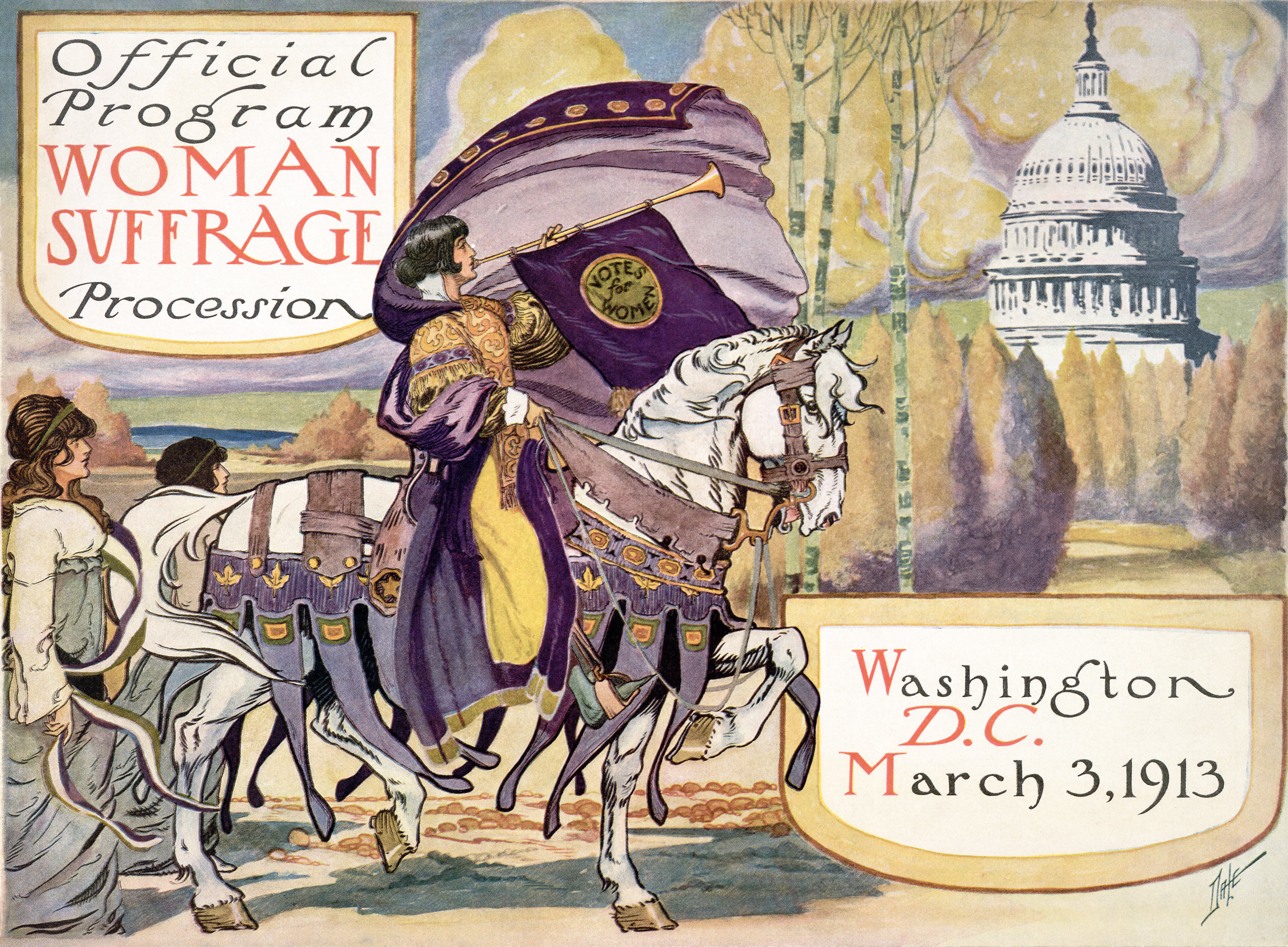
Agenda da Procissão do Sufrágio Feminino de 1913 da NAWSA em Washington.

Em 1912, W. E. B. Du Bois, presidente da Associação Nacional para o Progresso de Pessoas de Cor (National Association for the Advancement of Colored People - NAACP), desafiou publicamente a relutância da NAWSA em aceitar mulheres negras. A NAWSA respondeu de forma cordial, convidando-o para falar na convenção seguinte e publicando seu discurso em um panfleto. No entanto, a NAWSA continuou a minimizar o papel das sufragistas negras. Ela aceitava algumas mulheres negras como membros e algumas sociedades negras como auxiliares, mas sua prática geral era recusar educadamente essas solicitações. Isso se devia, em parte, ao fato de que as atitudes de superioridade racial eram a norma entre os americanos brancos daquela época e, em parte, porque a NAWSA acreditava que tinha pouca esperança de conseguir uma emenda nacional sem pelo menos algum apoio dos estados do sul que praticavam a segregação racial.
A estratégia da NAWSA naquele momento era obter o sufrágio para as mulheres em cada estado até atingir uma massa crítica de eleitores que pudesse aprovar uma emenda ao sufrágio em nível nacional. Em 1913, o Comitê de Sufrágio Feminino dos Estados do Sul (Southern States Woman Suffrage Committee) foi formado em uma tentativa de impedir que esse processo passasse do nível estadual. Ele era liderado por Kate Gordon, que havia sido secretária correspondente da NAWSA de 1901 a 1909. Gordon, que era do estado sulista de Louisiana, apoiava o sufrágio feminino, mas se opunha à ideia de uma emenda federal sobre o sufrágio, alegando que isso violaria os direitos dos estados. Ela disse que dar poder às autoridades federais para fazer valer o direito constitucional das mulheres de votar no Sul poderia levar a uma aplicação semelhante do direito constitucional dos afro-americanos de votar lá, um direito que estava sendo evitado e, em sua opinião, com razão. Seu comitê era pequeno demais para afetar seriamente os rumos da NAWSA, mas sua condenação pública da emenda proposta, expressa em termos de racismo veemente, aprofundou as fissuras dentro da organização.
Apesar do rápido crescimento do número de membros da NAWSA, o descontentamento com Shaw aumentou. Sua tendência de reagir exageradamente àqueles que discordavam dela teve o efeito de aumentar o atrito organizacional. Vários membros se demitiram da diretoria executiva em 1910, e a diretoria passou por mudanças significativas em sua composição todos os anos depois disso, até 1915.
Em 1914, o senador John Shafroth [en] apresentou uma emenda federal que exigiria que as legislaturas estaduais colocassem o sufrágio feminino nas cédulas estaduais se 8% dos eleitores assinassem uma petição nesse sentido. A NAWSA endossou a emenda proposta, e a CU a acusou de abandonar a iniciativa de uma emenda nacional de sufrágio. Em meio à confusão entre os membros, os delegados da convenção de 1914 dirigiram sua insatisfação a Shaw, que havia considerado recusar a presidência em 1914, mas decidiu concorrer novamente. Em 1915, ela anunciou que não concorreria à reeleição.

## Mudança para Warren, Ohio
Por vários anos, Harriet Taylor Upton [en] liderou o movimento sufragista feminino no condado de Trumbull, Ohio. Em 1880, o pai de Upton foi eleito membro do Congresso dos Estados Unidos como republicano de Ohio. Essa conexão proporcionou a Upton a oportunidade de conhecer Susan B. Anthony, que levou Upton ao movimento sufragista.
Em 1894, Upton foi eleita tesoureira da NAWSA. Além disso, ela atuou como presidente da associação de Ohio da associação nacional, de 1899 a 1908 e de 1911 a 1920. Upton ajudou a transferir a sede nacional da NAWSA para sua casa em Warren, Ohio, em 1903. Durante esse período, a atenção da nação com relação aos direitos das mulheres estava voltada para Warren. Os escritórios da associação ficavam no andar térreo da Trumbull Court House, um edifício atualmente ocupado pelo Tribunal de Sucessões. Embora a sede tenha deixado a Upton House por volta de 1910, Warren continuou ativa no movimento sufragista. O povo de Warren participou ativamente de vários programas do movimento nacional durante anos, até que a 19ª Emenda foi ratificada por um número suficiente de estados e autorizada pelo Presidente Wilson em 1920.
Em 1993, a Upton House entrou para a lista de marcos históricos.

## Divisão no movimento
Um sério desafio à liderança da NAWSA começou a se desenvolver depois que uma jovem ativista chamada Alice Paul retornou da Inglaterra para os EUA em 1910, onde havia participado da ala militante do movimento sufragista. Ela havia sido presa na Inglaterra e sofrido alimentação forçada depois de fazer uma greve de fome. Ao ingressar na NAWSA, ela se tornou a pessoa mais responsável por reavivar o interesse do movimento sufragista por uma emenda nacional, que durante anos havia sido ofuscada pelas campanhas pelo sufrágio em nível estadual.

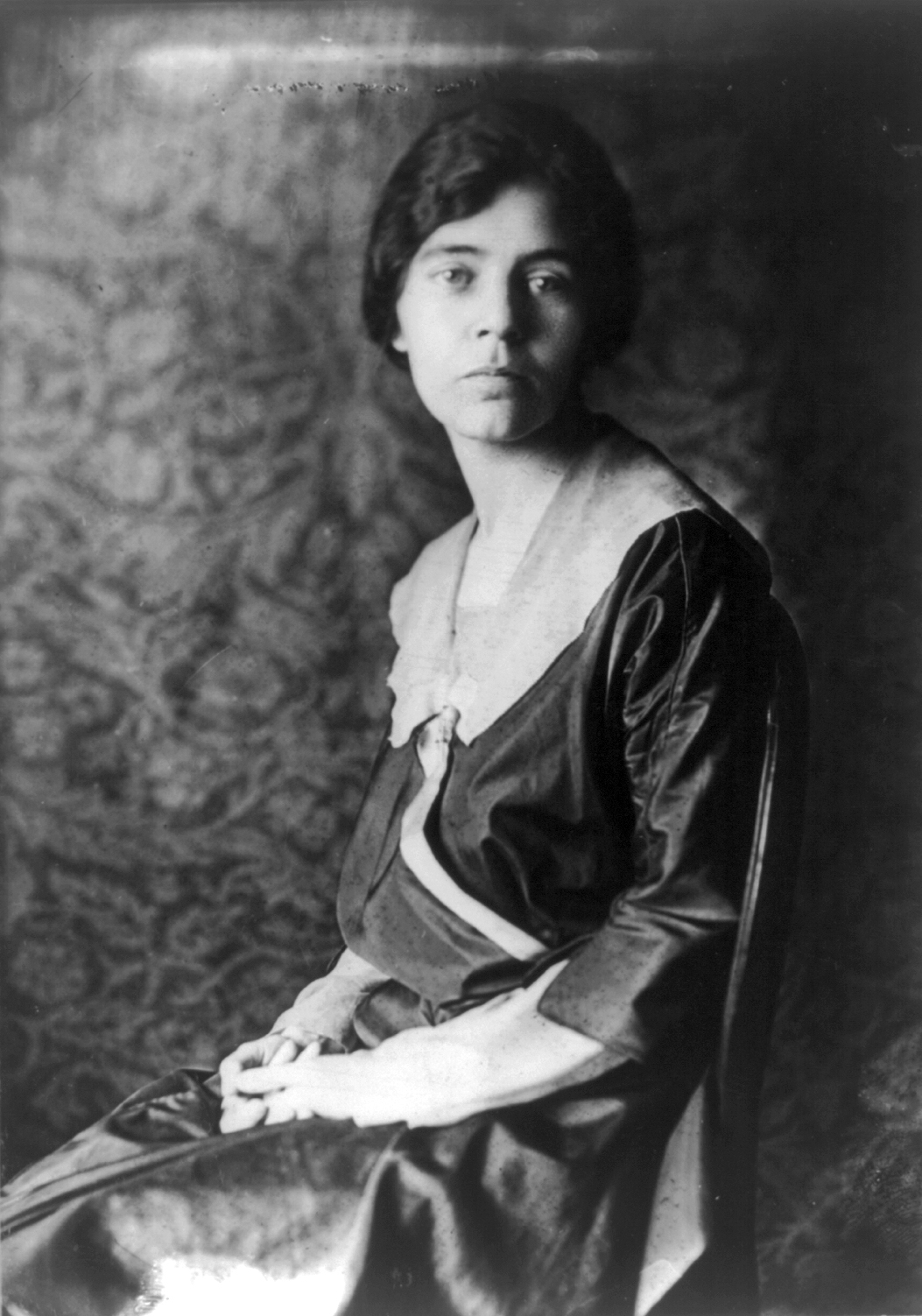
Alice Paul.

Do ponto de vista de Shaw, era o momento certo para uma ênfase renovada em uma emenda do sufrágio. Gordon e Clay, os adversários mais persistentes de uma emenda federal ao sufrágio dentro da NAWSA, haviam sido superados por seus oponentes e não ocupavam mais cargos nacionais. Em 1912, Alice Paul foi nomeada presidente do Comitê do Congresso da NAWSA e encarregada de reavivar a campanha por uma emenda do sufrágio feminino. Em 1913, ela e sua colega de trabalho Lucy Burns organizaram a Procissão do Sufrágio Feminino, um desfile pelo sufrágio em Washington no dia anterior à posse de Woodrow Wilson como presidente. Os espectadores que se opunham à marcha transformaram o evento em um quase tumulto, que só terminou quando uma unidade de cavalaria do exército foi trazida para restaurar a ordem. A indignação pública com o incidente, que custou o emprego do chefe de polícia, trouxe publicidade ao movimento e lhe deu novo impulso.
Paul incomodou os líderes da NAWSA ao argumentar que, como os democratas não agiriam para conceder o direito de voto às mulheres mesmo controlando a presidência e as duas casas do Congresso, o movimento sufragista deveria trabalhar pela derrota de todos os democratas, independentemente da posição individual de cada candidato em relação ao sufrágio. A política da NAWSA era seguir a abordagem oposta, apoiando qualquer candidato que endossasse o sufrágio, independentemente do partido político. Em 1913, Paul e Burns formaram a União Congregacional pelo Sufrágio Feminino (Congressional Union - CU) para trabalhar exclusivamente por uma emenda nacional e enviaram organizadores aos estados que já tinham organizações da NAWSA. O relacionamento entre a CU e a NAWSA tornou-se conturbado com o passar do tempo.
Na convenção da NAWSA em 1913, Paul e suas aliadas exigiram que a organização concentrasse seus esforços em uma emenda federal ao sufrágio. Em vez disso, a convenção deu poderes à diretoria executiva para limitar a capacidade da CU de contrariar as políticas da NAWSA. Depois que as negociações não conseguiram resolver suas diferenças, a NAWSA removeu Paul do cargo de chefe do Comitê do Congresso. Em fevereiro de 1914, a NAWSA e a CU haviam se separado de fato em duas organizações independentes.
Blatch fundiu sua União Política Feminina à CU. Essa organização, por sua vez, tornou-se a base do Partido Nacional da Mulhere (NWP), formado por Paul em 1916. Mais uma vez, havia duas organizações nacionais de sufrágio feminino competindo, mas o resultado dessa vez foi algo parecido com uma divisão de trabalho. A NAWSA aprimorou sua imagem de respeitabilidade e se envolveu em lobbies altamente organizados tanto em nível nacional quanto estadual. A NWP, menor, também fazia lobby, mas ficou cada vez mais conhecida por suas atividades dramáticas e de confronto, geralmente na capital nacional.

## Segunda presidência de Catt, 1915-1920

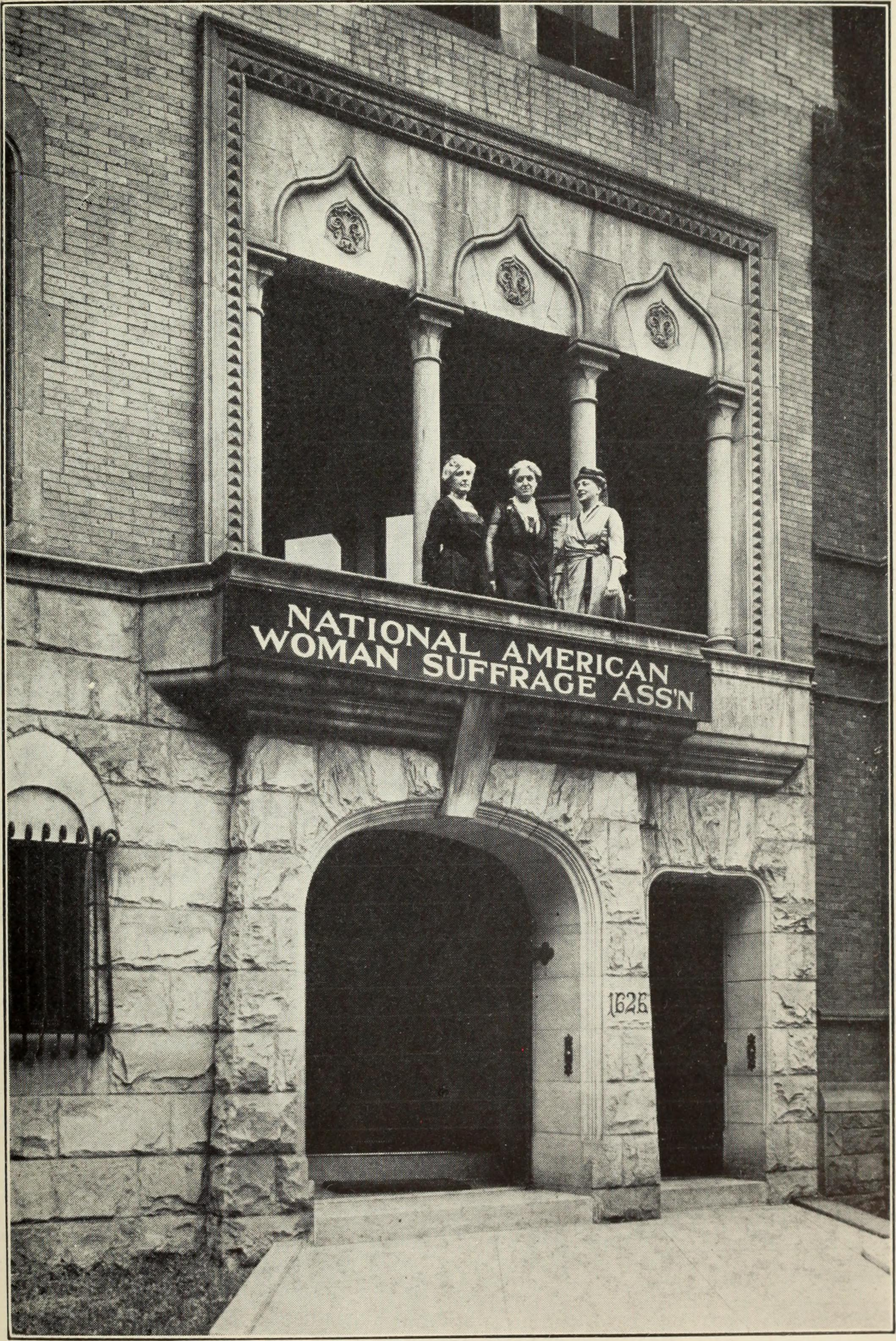
Helen Hamilton Gardener, Carrie Chapman Catt e Maud Wood Park (da esquerda para a direita) na sacada da Suffrage House, a sede em Washington da Associação Nacional pelo Sufrágio Feminino Americano.

Carrie Chapman Catt, a presidente anterior da NAWSA, era a escolha óbvia para substituir Anna Howard Shaw, mas Catt estava liderando o Partido do Sufrágio Feminino do Estado de Nova York, que estava nos estágios iniciais de uma campanha crucial pelo sufrágio naquele estado. A crença predominante na NAWSA era que o sucesso em um grande estado do leste seria o ponto de inflexão para a campanha nacional. Nova York era o maior estado da união, e a vitória ali era uma possibilidade real. Catt concordou em entregar o trabalho de Nova York a outras pessoas e em aceitar a presidência da NAWSA em dezembro de 1915, com a condição de que pudesse nomear sua própria diretoria executiva, que antes era sempre eleita pela convenção anual. Ela indicou para a diretoria mulheres de recursos independentes que pudessem trabalhar para o movimento em tempo integral.
Com o apoio de um nível maior de comprometimento e união no escritório nacional, Catt enviou seus diretores a campo para avaliar o estado da organização e iniciar o processo de reorganização em uma operação mais centralizada e eficiente. Catt descreveu a NAWSA como um camelo com cem lombadas, cada uma com um motorista cego tentando guiar o caminho. Ela proporcionou um novo senso de direção ao enviar um fluxo de comunicações às afiliadas estaduais e locais com diretrizes políticas, iniciativas organizacionais e planos detalhados de trabalho.
Anteriormente, a NAWSA havia dedicado grande parte de seus esforços para educar o público sobre o sufrágio, e isso havia causado um impacto significativo. O sufrágio feminino havia se tornado uma questão nacional importante e a NAWSA estava em vias de se tornar a maior organização voluntária do país, com dois milhões de membros. Catt aproveitou essa base para transformar a NAWSA em uma organização que funcionava principalmente como um grupo de pressão política.

### 1916
Em uma reunião da diretoria executiva em março de 1916, Catt descreveu o dilema da organização dizendo: "A União Congregacional está afastando da Associação Nacional as mulheres que acham que é possível trabalhar pelo sufrágio apenas pela via federal. Algumas trabalhadoras do sul estão sendo antagonizadas porque a NWASA continua a trabalhar pela Emenda Federal. A combinação produziu uma grande confusão". Catt acreditava que a política da NAWSA de trabalhar principalmente em campanhas estado por estado estava chegando ao limite. Alguns estados pareciam improváveis de aprovar o sufrágio feminino, em alguns casos porque as leis estaduais tornavam a revisão constitucional extremamente difícil e, em outros, especialmente no Sul, porque a oposição era simplesmente muito forte. Catt redirecionou o foco da organização para uma emenda nacional ao sufrágio, ao mesmo tempo em que continuou a realizar campanhas estaduais onde o sucesso era uma possibilidade realista.
Quando as convenções dos partidos Democrata e Republicano se reuniram em junho de 1916, as sufragistas pressionaram ambos. Catt foi convidada a expressar suas opiniões em um discurso na convenção republicana em Chicago. Uma anti-sufragista discursou depois de Catt e, quando ela estava dizendo à convenção que as mulheres não queriam votar, uma multidão de sufragistas invadiu o salão e encheu os corredores. Elas estavam encharcadas, pois haviam marchado sob forte chuva por vários quarteirões em um desfile. Quando ela concluiu seus comentários, as sufragistas aplaudiram sua causa. Na convenção democrata, realizada uma semana depois em Saint Louis, as sufragistas lotaram as galerias e manifestaram suas opiniões durante o debate sobre o sufrágio.
Ambas as convenções partidárias endossaram o sufrágio feminino, mas apenas em nível estadual, o que significava que diferentes estados poderiam implementá-lo de maneiras diferentes e, em alguns casos, nem o implementariam. Esperando mais, Catt convocou uma Convenção de Emergência, mudando a data da convenção de 1916 de dezembro para setembro, a fim de começar a organizar um novo impulso para a emenda federal. A convenção iniciou uma mudança estratégica ao adotar o "Plano Vencedor" de Catt, que determinava que o trabalho em prol da emenda do sufrágio nacional fosse a prioridade de toda a organização e autorizava a criação de uma equipe profissional de lobby para apoiar essa meta em Washington. Autorizou a diretoria executiva a especificar um plano de trabalho para atingir essa meta em cada estado e a assumir esse trabalho caso a organização estadual se recusasse a cumpri-lo. Concordou em financiar as campanhas estaduais pelo sufrágio somente se elas atendessem a requisitos rigorosos, criados para eliminar esforços com pouca chance de sucesso. O plano de Catt incluía marcos para a obtenção de uma emenda do sufrágio feminino até 1922. Gordon, cuja abordagem dos direitos dos estados havia sido derrotada de forma decisiva, exclamou para um amigo: "Um rolo de vapor bem lubrificado passou esta convenção a ferro!"

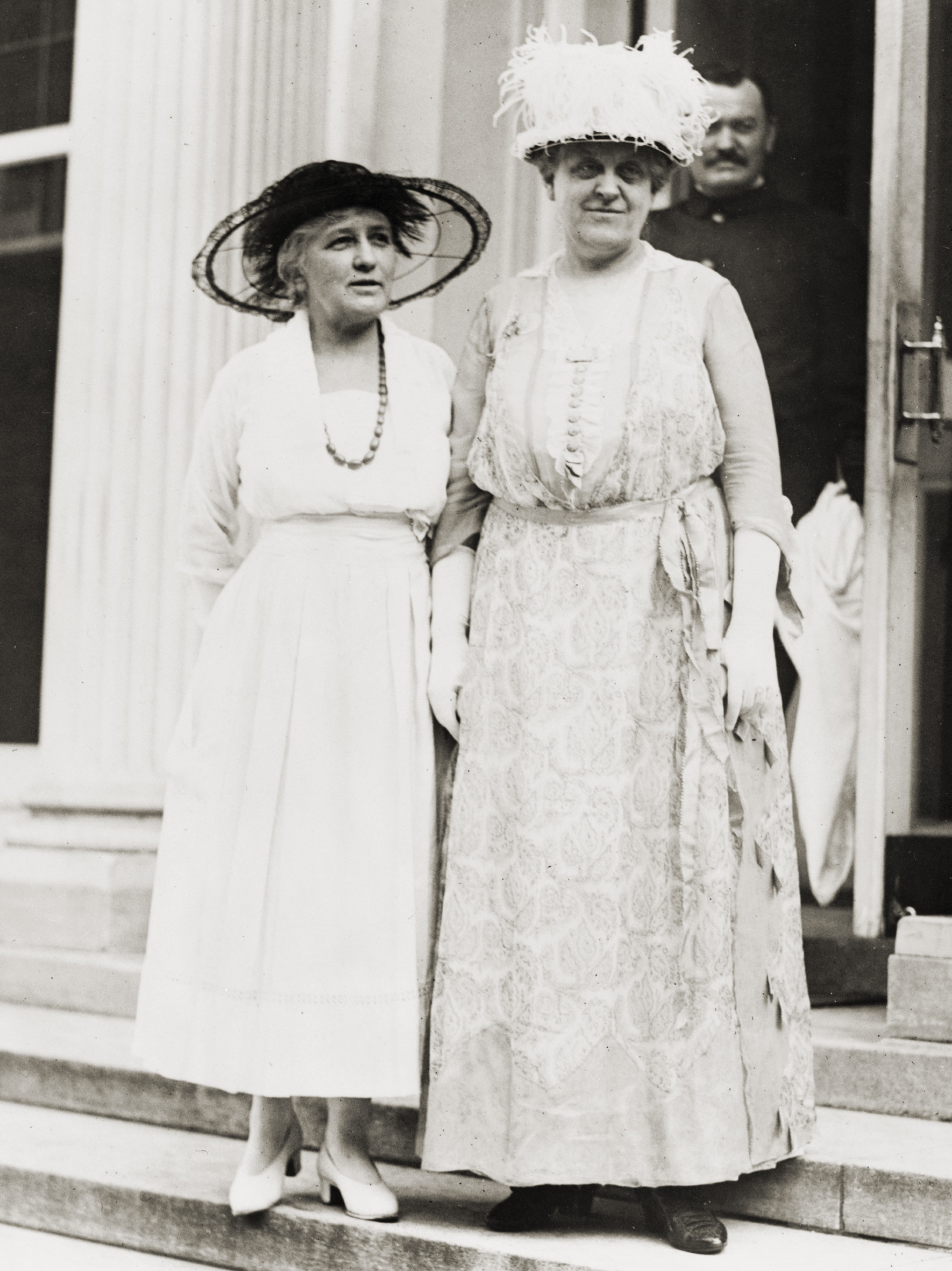
Carrie Chapman Catt (à direita) saindo da Casa Branca com Helen Hamilton Gardener.

O Presidente Wilson, cuja atitude em relação ao sufrágio feminino estava evoluindo, discursou na convenção da NAWSA de 1916. Ele havia sido considerado um opositor do sufrágio quando era governador de Nova Jersey, mas em 1915 anunciou que estava viajando da Casa Branca de volta ao seu estado natal para votar a favor do sufrágio no referendo estadual de Nova Jersey. Ele falou favoravelmente ao sufrágio na convenção da NAWSA, mas não chegou a apoiar a emenda do sufrágio. Charles Evans Hughes, seu oponente na eleição presidencial daquele ano, recusou-se a falar na convenção, mas foi mais longe do que Wilson ao endossar a emenda do sufrágio.
O Comitê do Congresso da NAWSA estava em desordem desde que Alice Paul foi removida dele em 1913. Catt reorganizou o comitê e nomeou Maud Wood Park como sua chefe em dezembro de 1916. Park e sua tenente Helen Hamilton Gardener [en] criaram o que ficou conhecido como "Front Door Lobby", assim chamado por um jornalista porque operava abertamente, evitando os métodos tradicionais de lobby de negociação nos "bastidores". Uma sede para o esforço de lobby foi estabelecida em uma mansão em ruínas conhecida como Suffrage House. Os lobistas da NAWSA se hospedavam lá e coordenavam suas atividades com conferências diárias em suas salas de reunião.
Em 1916, a NAWSA comprou o Woman's Journal de Alice Stone Blackwell, que havia sido fundado em 1870 pela mãe de Blackwell, Lucy Stone, e serviu como a principal voz do movimento sufragista na maior parte do tempo desde então. Entretanto, ele tinha limitações significativas. Era uma operação pequena, com a própria Blackwell fazendo a maior parte do trabalho, e com grande parte de suas reportagens centradas na parte leste do país em uma época em que era necessário um jornal nacional. Após a transferência, passou a se chamar Woman Citizen e foi fundido com o The Woman Voter, o jornal do Partido do Sufrágio Feminino da cidade de Nova York, e com o National Suffrage News, o antigo jornal da NAWSA. O cabeçalho do jornal declarava ser o órgão oficial da NAWSA.

### 1917
Em 1917, Catt recebeu uma herança de US$ 900.000 da Sra. Frank (Miriam) Leslie para ser usado como ela achasse melhor para o movimento pelo sufrágio feminino. Catt destinou a maior parte dos fundos para a NAWSA, sendo que US$ 400.000 foram aplicados na modernização do Woman Citizen. Em janeiro de 1917, o NWP de Alice Paul começou a fazer piquetes na Casa Branca com faixas que exigiam o sufrágio feminino. A polícia acabou prendendo mais de 200 das Sentinelas Silenciosas, muitas das quais entraram em greve de fome depois de serem presas. As autoridades prisionais as alimentaram à força, criando um tumulto que alimentou o debate público sobre o sufrágio feminino.
Quando os EUA entraram na Primeira Guerra Mundial, em abril de 1917, a NAWSA cooperou com o esforço de guerra. Shaw foi nomeada chefe do Comitê de Mulheres do Conselho de Defesa Nacional [en], criado pelo governo federal para coordenar os recursos para a guerra e promover o moral público. Catt e duas outras integrantes da NAWSA foram nomeadas para o comitê executivo. O NWP, por outro lado, não participou do esforço de guerra e acusou o NAWSA de fazer isso às custas do trabalho sufragista.
Em abril de 1917, Jeannette Rankin, de Montana, assumiu seu lugar como a primeira mulher no Congresso, tendo atuado anteriormente como lobista e secretária de campo da NAWSA. Rankin votou contra a declaração de guerra. Em novembro de 1917, o movimento sufragista obteve uma vitória quando um referendo para conceder o direito de voto às mulheres foi aprovado por uma grande margem em Nova York, o estado mais populoso do país. A máquina política de Tammany Hall, que anteriormente se opunha ao sufrágio, assumiu uma posição neutra nesse referendo, em parte porque as esposas de vários líderes de Tammany Hall desempenharam papéis de destaque na campanha pelo sufrágio.

### 1918-19

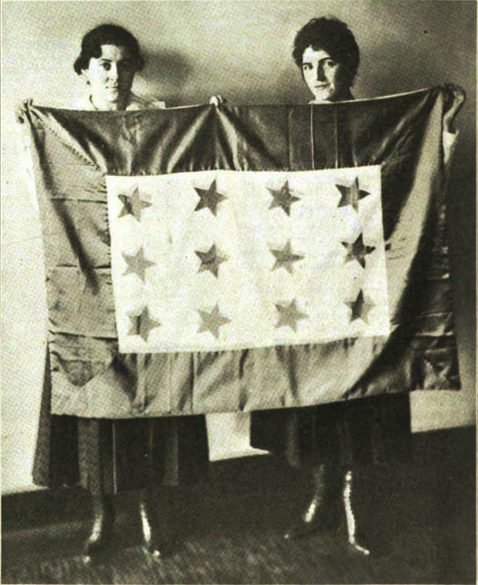
Bandeira da campanha de sufrágio da NAWSA (1918).

A Câmara aprovou a emenda do sufrágio pela primeira vez em janeiro de 1918, mas o Senado adiou o debate sobre a medida até setembro. O Presidente Wilson tomou a atitude incomum de comparecer ao Senado para falar sobre o assunto, pedindo a aprovação da emenda como uma medida de guerra. O Senado, no entanto, derrotou a medida por dois votos. A NAWSA lançou uma campanha para destituir quatro senadores que haviam votado contra a emenda, reunindo uma coalizão de forças que incluía sindicatos e proibicionistas. Dois desses quatro senadores foram derrotados nas eleições federais de novembro.
A NAWSA realizou sua Convenção do Jubileu de Ouro no Statler Hotel em St. Louis, Missouri, em março de 1919. Louis, Missouri, em março de 1919. A Presidente Catt fez o discurso de abertura, no qual instou as delegadas a criarem uma liga de mulheres eleitoras. Foi aprovada uma resolução para formar essa liga como uma unidade separada da NAWSA, com membros provenientes de estados que permitiam o voto feminino. A liga foi encarregada de alcançar o sufrágio pleno e de considerar a legislação que afetava as mulheres nos estados em que elas podiam votar. No último dia da convenção, o Senado do Missouri aprovou uma legislação que dava às mulheres o direito de votar nas eleições presidenciais no Missouri e uma resolução para apresentar uma emenda constitucional para o sufrágio pleno. Em junho daquele ano, a Décima Nona Emenda foi aprovada.

### Aprovação da Décima Nona Emenda
Após as eleições, Wilson convocou uma sessão especial do Congresso, que aprovou a emenda do sufrágio em 4 de junho de 1919. A luta agora passava para as legislaturas estaduais, três quartos das quais precisariam ratificar a emenda antes que ela se tornasse lei.
Catt e a diretoria executiva da NAWSA vinham planejando seu trabalho em apoio ao esforço de ratificação desde abril de 1918, mais de um ano antes de o Congresso aprovar a emenda. Já haviam sido criados comitês de ratificação nas capitais dos estados, cada um com seu próprio orçamento e plano de trabalho. Imediatamente após a aprovação da emenda pelo Congresso, a Suffrage House e a operação de lobby federal foram fechadas e os recursos foram desviados para a campanha de ratificação. Catt tinha um senso de urgência, esperando uma desaceleração na energia de reforma após a guerra, que havia terminado sete meses antes. Muitas sociedades sufragistas locais haviam se dissolvido nos estados onde as mulheres já podiam votar, tornando mais difícil organizar uma ratificação rápida.

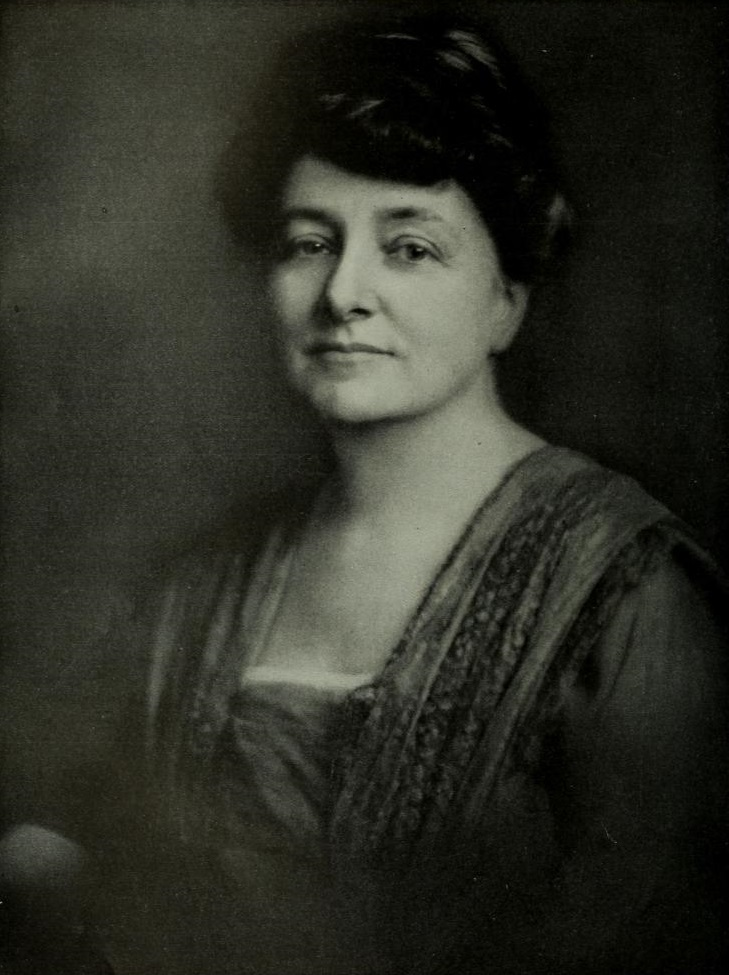
Maud Wood Park.

No final de 1919, as mulheres podiam efetivamente votar para presidente nos estados que tinham a maioria dos votos eleitorais. Os líderes políticos que estavam convencidos de que o sufrágio feminino era inevitável começaram a pressionar os legisladores locais e nacionais a apoiá-lo para que seu partido pudesse reivindicar o crédito por ele em eleições futuras. As convenções dos partidos Democrata e Republicano endossaram a emenda em junho de 1920.
Kate Gordon e Laura Clay, ex-membros da NAWSA, organizaram a oposição à ratificação da emenda no Sul. Elas haviam se demitido da NAWSA no outono de 1918, a pedido da diretoria executiva, por causa de suas declarações públicas de oposição a uma emenda federal. Apenas três estados sulistas ou fronteiriços, Arkansas, Texas e Tennessee, ratificaram a 19ª Emenda, sendo que o Tennessee foi o 36º estado a ratificar.
A Décima Nona Emenda, a emenda do sufrágio feminino, tornou-se a lei do país em 26 de agosto de 1920, quando foi certificada pelo Secretário de Estado dos Estados Unidos.

### Transição para a Liga das Mulheres Eleitoras
Seis meses antes de a Décima Nona Emenda ser ratificada, a NAWSA realizou sua última convenção. Essa convenção criou a Liga das Mulheres Eleitoras como sucessora da NAWSA em 14 de fevereiro de 1920, com Maud Wood Park, ex-chefe do Comitê do Congresso da NAWSA, como sua presidente. A Liga das Mulheres Eleitoras foi formada para ajudar as mulheres a desempenhar um papel mais importante nos assuntos públicos à medida que conquistassem o direito de votar. Seu objetivo era ajudar as mulheres a exercerem seu direito de voto. Antes de 1973, somente mulheres podiam se filiar à liga.

### Organizações estaduais que trabalham com a NAWSA
- Alabama - Associação de Sufrágio Igualitário do Alabama (Alabama Equal Suffrage Association);[137]
- Arizona - Comitê de Campanha pelo Sufrágio Igualitário do Arizona (Arizona Equal Suffrage Campaign Committee);
- Arkansas - Associação pelo Sufrágio da Mulher do Arkansas (Arkansas Woman Suffrage Association); e Liga pela Igualdade Política (Political Equality League);[138][139]
- Delaware - Associação de Sufrágio Igualitário de Delaware (Delaware Equal Suffrage Association);[140][141]
- Havaí - Associação Nacional pelo Direito ao Voto Igualitário das Mulheres do Havaí (National Women's Equal Suffrage Association of Hawai'i);[142]
- Indiana - Liga de Franquia Feminina de Indiana (Women's Franchise League of Indiana);
- Kentucky - Associação de Direitos Iguais do Kentucky [en] (Kentucky Equal Rights Association);
- Maine - Associação de Sufrágio Feminino do Maine (Maine Women's Suffrage Association);[143]
- Nevada - Sociedade de Franquia Igualitária de Nevada (Nevada Equal Franchise Society);[144]
- Novo México - Seção de Santa Fé da NAWSA (Santa Fe chapter of NAWSA);[145]
- Dakota do Norte - Liga de Votos para Mulheres de Dakota do Norte (North Dakota Votes for Women League);[146]
- Texas - Associação de Sufrágio Igualitário do Texas [en] (Texas Equal Suffrage Association);[147]
- Virgínia - Liga de Sufrágio Igualitário da Virgínia [en] (Equal Suffrage League of Virginia);[148]
- Virgínia Ocidental - Associação de Sufrágio Igualitário da Virgínia Ocidental [en] (West Virginia Equal Suffrage Association).[149]